# Джесс Карвер
Джесс Карвер (англ. Jesse Carver, нар. 7 липня 1911, Ліверпуль — пом. 29 листопада 2003, Борнмут) — англійський футболіст, що грав на позиції півзахисника за клуби «Блекберн Роверз» та «Ньюкасл Юнайтед». По завершенні ігрової кар'єри — футбольний тренер, відомий роботою з низкою італійських та англійських команд.
Чемпіон Італії (як тренер). Володар Кубка Кіпру (як тренер). 

## Ігрова кар'єра
У дорослому футболі дебютував 1929 року виступами за команду клубу «Блекберн Роверз», в якій провів сім сезонів, взявши участь у 146 матчах чемпіонату. Більшість часу, проведеного у складі «Блекберн Роверз», був основним гравцем команди.
У 1936 році перейшов до клубу «Ньюкасл Юнайтед», за який відіграв 3 сезони. Граючи у складі «Ньюкасл Юнайтед» також здебільшого виходив на поле в основному складі команди. Завершив професійну кар'єру футболіста виступами за команду «Ньюкасл Юнайтед» у 1939 році.

## Кар'єра тренера
Розпочав тренерську кар'єру, повернувшись до футболу після невеликої перерви, 1946 року, увійшовши до тренерського штабу клубу «Гаддерсфілд Таун». Того ж року почав самостійну тренерську роботу, прийнявши роттердамську команду «Ксерксес», яка на той час змагалася у найвищій лізі Нідерландів. Під орудою Карвера команда навіть певний час очолювала турнірну таблицю першості країни. Успіхи молодого тренера не залишилися непоміченими і вже 1947 року його запросили очолити тренерський штаб національної збірної Нідерландів.
Пропрацювавши з національною командою Нідерландів два роки, повернувся на батьківщину, де протягом сезону очолював команду «Міллволла».
1949 року новим работодавцем Карвера став туринський «Ювентус», з яким тренер у першому ж сезоні виграв Серію A. Наступного сезону команда фінішувала лише третьою і Карвер залишив її тренерський штаб, повернувшись на батьківщину, де деякий час працював у «Вест-Бромвіч Альбіон».
Втім вже того ж 1951 року знову перебрався до Італії, де й провів більшу частину 1950-х. За цей час встиг попрацювати з «Марцотто» (Вальданьйо), «Торіно», «Ромою», «Лаціо», «Інтернаціонале» та «Дженоа». Протягом 1955-1956 також працював в Англії, де намагався повернути до елітної англійської ліги «Ковентрі Сіті». 
Останнім місцем тренерської роботи Карвера був кіпрський АПОЕЛ, з командою якого він працював протягом 1962–1963 років та згодом, у 1969–1970 роках.
Помер 29 листопада 2003 року на 93-му році життя у місті Борнмут.

## Титули і досягнення

### Як тренера
- Чемпіон Італії (1):

«Ювентус»:  1949–50
- Володар Кубка Кіпру (1):

АПОЕЛ: 1962–63